# Karottensaft

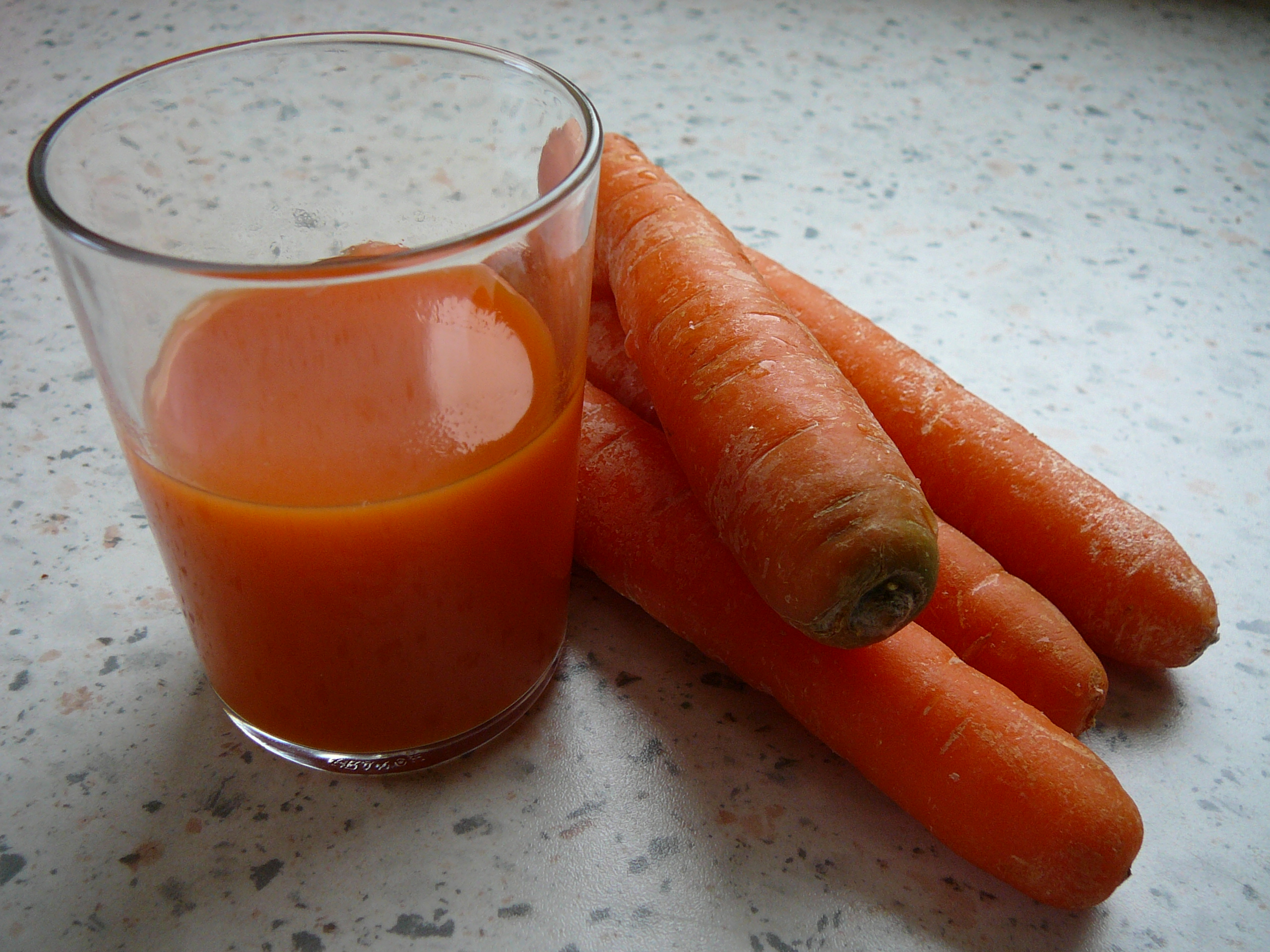

Karottensaft ist ein aus Karotten hergestellter Gemüsesaft.

## Wirkung
Der Konsum von Karottensaft hat durch eine Vielzahl von Nährstoffen und Vitaminen positive Auswirkungen auf den menschlichen Organismus. Karotten sind besonders reichhaltig an Betacarotin (ca. 8,5 mg pro 100 gr), welches im Körper zu Vitamin A umgewandelt wird.
Bei Vitamin A handelt es sich um ein sogenanntes Antioxidans, das unerlässlich für die Bildung von Zellen ist und Entzündungen hemmt. Darüber hinaus stärkt es das Immunsystem und kann auch das Risiko für Herz-Kreislauf-Erkrankungen sowie bestimmte Krebsarten verringern. Zudem ist Vitamin A für die Sehkraft der Augen förderlich. Bei der Umwandlung von Betacarotin in Vitamin A kann es dazukommen, dass der lichtsammelnde Teil der Netzhaut mehr Licht aufnimmt und somit das Gesehene im Dunkeln heller dargestellt wird.
Karottensaft regt die Verdauung durch die enthaltenen Ballaststoffe sowie Vitamin B2 an. Diese senken die Blutfettwerte, indem sie die Verdauung von Zucker und Stärke verlangsamen.
Die Ballaststoffe regen zudem die Darmtätigkeit an und können somit Magen-Darm-Probleme lindern. Er findet daher auch oft Anwendung in Saftkuren und kann bei einer Diät oder nach medizinischen Eingriffen behilflich sein.
Karottensaft hat darüber hinaus einen einfärbenden Effekt auf das Hautbild. Die Carotinverbindungen können sich auf der Außenhaut ablagern und verleihen somit einen golden-rötlichen Teint. Diese Einlagerungen haben positive Auswirkungen auf den Schutz vor Sonnenbrand, reichen aber alleine nicht aus, um einen Sonnenbrand zu verhindern.